# Jickovice
Jickovice, bis 1924 Ickovice (deutsch Jitzkowitz, früher Itzkowitz) ist eine Gemeinde in Tschechien. Sie liegt elf Kilometer westlich von Milevsko und gehört zum Okres Písek.

## Geographie

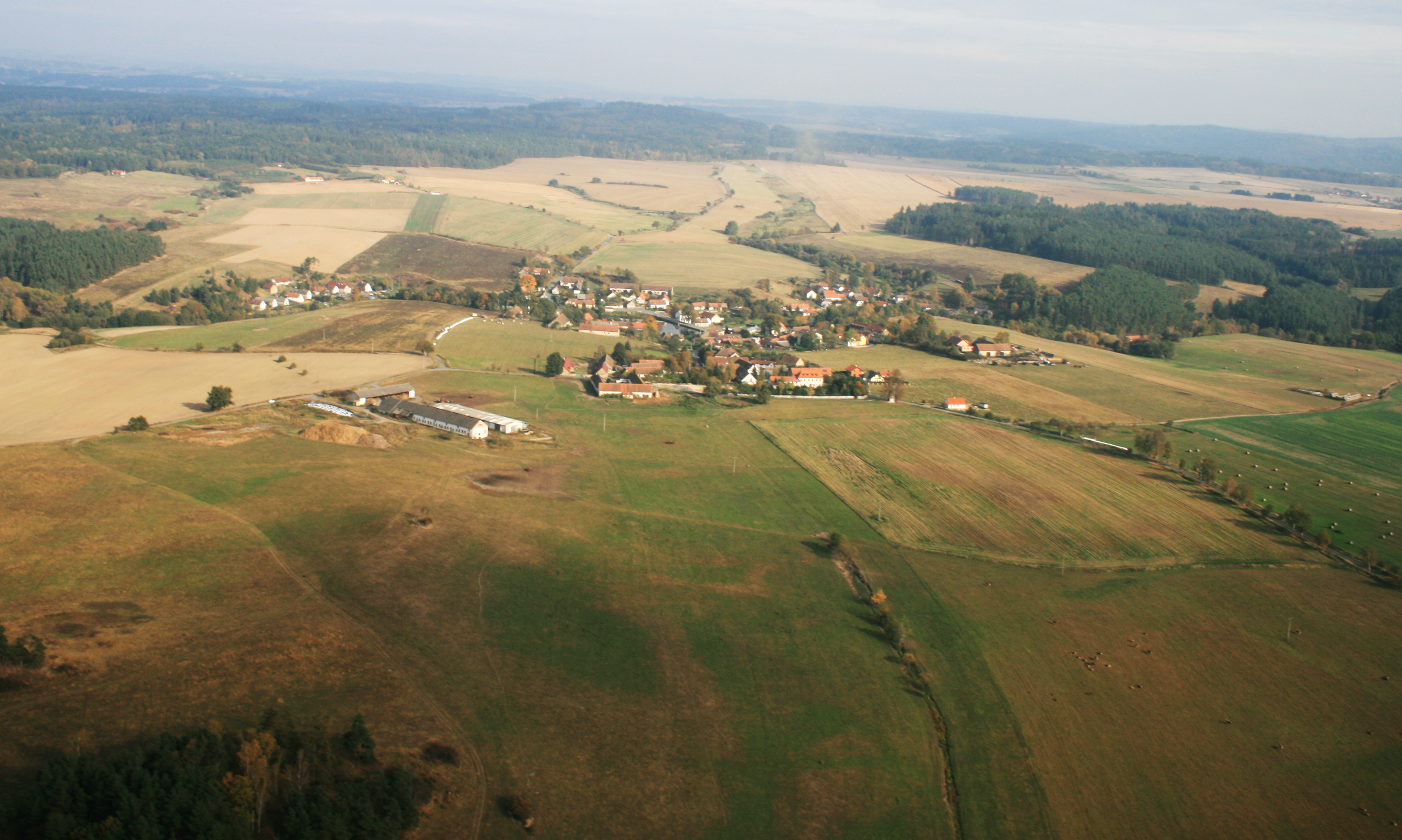
Luftaufnahme

Jickovice befindet sich im Westen der zum Mittelböhmischen Hügelland gehörigen Milevská pahorkatina in der Talmulde des Jickovický potok (Zahradker Bach). Inmitten von Jickovice liegt der Teich Obecný rybník. Gegen Süden und Westen erstreckt sich das mit dem Orlíkstausee geflutete Moldautal. Südwestlich des Dorfes mündet die Otava in die Moldau. Östlich von Jickovice verläuft die Staatsstraße II/121 zwischen Milevsko und Mirotice. Nordöstlich erhebt sich der U Pomníku (513 m), im Osten der Chlum (552 m), südwestlich die Varta (446 m) und im Nordwesten der Doubek (442 m).
Nachbarorte sind Na Pískách, Panský Les, Sádky, Bohuslavina, Kostelec nad Vltavou und Zahrádka im Norden, Sobědraž, Slabšice, Požáry, Olšičky, Hrejkovice, Laciny und Chlumek im Nordosten, Chlum, Velká und Osek im Osten, Pazderna, Svatý Jan, Kučeř und Matuška im Südosten, Borek, Oslov, Komora und Zvíkovské Podhradí im Süden, Zvíkov, Na Budách und Varta im Südwesten, Zbonín und Koloredov im Westen sowie Ochoz, Nevězice und Na Husárně im Nordwesten.

## Geschichte
Archäologische Funde belegen eine frühzeitliche Besiedlung des Gemeindegebietes, am westlichen Fuß des Chlum liegt die Viereckschanze Obrovy hroby.
Die erste urkundliche Erwähnung des Dorfes erfolgte im Jahre 1220 als Sitz des Vladiken Pribizlaus de Wezckowicz. Als spätere Besitzer sind 1336 Jordan von Vieckovice und 1340 Přibyslav und Pelhřim von Vieckovice überliefert. Letztere hielten jedoch nur noch einen Anteil des Dorfes, der andere gehörte dem Kloster Milevsko.
Der Edelhof wurde 1365 erstmals erwähnt als curia in Gyeczkowicz. Im Jahre 1409 erwarb das Stift Břevnov den Vladikenanteil. Im Jahre 1420 waren beide Anteile verpfändet.
Zum Ende der Hussitenkriege überließ Kaiser Sigismund 1436 den Breunauer Anteil für treue Dienste Johann Zmrzlík von Schweißing auf Worlik.
Die Ritter Zmrzlík von Schweißing hielten Ickowicz bis 1517. Im Jahre 1534 erlangte das Stift Břevnov den Besitz wieder und verkaufte ihn später an die Herren von Schwanberg auf Klingenberg. Im Jahre 1574 verband Christoph von Schwanberg die Herrschaft Klingenberg mit seiner drei Jahre zuvor erworbenen Herrschaft Worlik und kaufte Klingenberg im Jahre darauf als erblichen Besitz. Während des Ständeaufstandes von 1618 gehörte Peter von Schwanberg zu den Anführern der Aufständischen. Nach der Schlacht am Weißen Berg belagerte ein kaiserliches Heer unter Kommando von Baltasar von Marradas mit 2500 Mann von Itzkowitz und Warta fast zwei Jahre die Burg Klingenberg. Das Dorf wurde von den Kaiserlichen ausgeplündert und verwüstet. Der Nachlass des 1621 verstorbenen Peter von Schwanberg wurde gerichtlich konfisziert, die 150 Mann starke Besatzung verteidigte die schwer einzunehmende Burg Klingenberg jedoch erfolgreich. Nach der Kapitulation vom 21. November 1621 erhielt Adam von Sternberg die Herrschaft. Er verkaufte die Herrschaft Worlik mit Klingenberg 1622 an die Fürsten von Eggenberg. Nachdem 1717 die Eggenberger im Mannesstamme erloschen, erbte 1719 das Haus Schwarzenberg deren Besitzungen. Im Jahre 1721 kauften die Fürsten von Schwarzenberg auch den Freihof mit allem Zubehör auf. Dieser befand sich an der Stelle der Häuser Nr. 1 und 2; zu seinem Terrain gehörte auch das Haus Nr. 3.
Im Jahre 1837 bestand Itzkowitz bzw. Gitzkowitz / Ickowice aus 42 Häusern mit 408 Einwohnern, darunter zwei Israelitenfamilien. Im Ort gab es ein Jägerhaus, einen emphyteutisierten Freihof und ein Wirtshaus. Pfarrort war Kosteletz. Bis zur Mitte des 19. Jahrhunderts blieb Itzkowitz als Teil der Herrschaft Klingenberg der Fideikommissherrschaft Worlik samt den Allodialgütern Zalužan, Zbenitz und Bukowan untertänig.
Nach der Aufhebung der Patrimonialherrschaften bildete Ickovice / Itzkowitz ab 1850 mit der Ansiedlung Varta eine Gemeinde in der Bezirkshauptmannschaft Písek und dem Gerichtsbezirk Milevsko. Ab 1919 gehörte die Gemeinde zum Okres Milevsko. Der heutige Ortsname Jickovice wird seit 1924 verwendet. Der Ortsteil Varta wurde 1948 in Strážka umbenannt. Zwischen 1956 und 1963 erfolgte der Bau der Orlík-Talsperre mit der im Moldautal die Einschicht U Lávičky überflutet wurde. Im Zuge der Aufhebung des Okres Milevsko wurde Jickovice Ende 1960 wieder dem Okres Písek zugeordnet. 1964 erfolgte die Eingemeindung nach Kučeř. Am 24. November 1990 lösten sich Jickovice und Strážka wieder von Kučeř los und bildeten die Gemeinde Jickovice. Seit dem 1. September 1992 führt Strážka wieder seinen alten Namen Varta.

## Gemeindegliederung

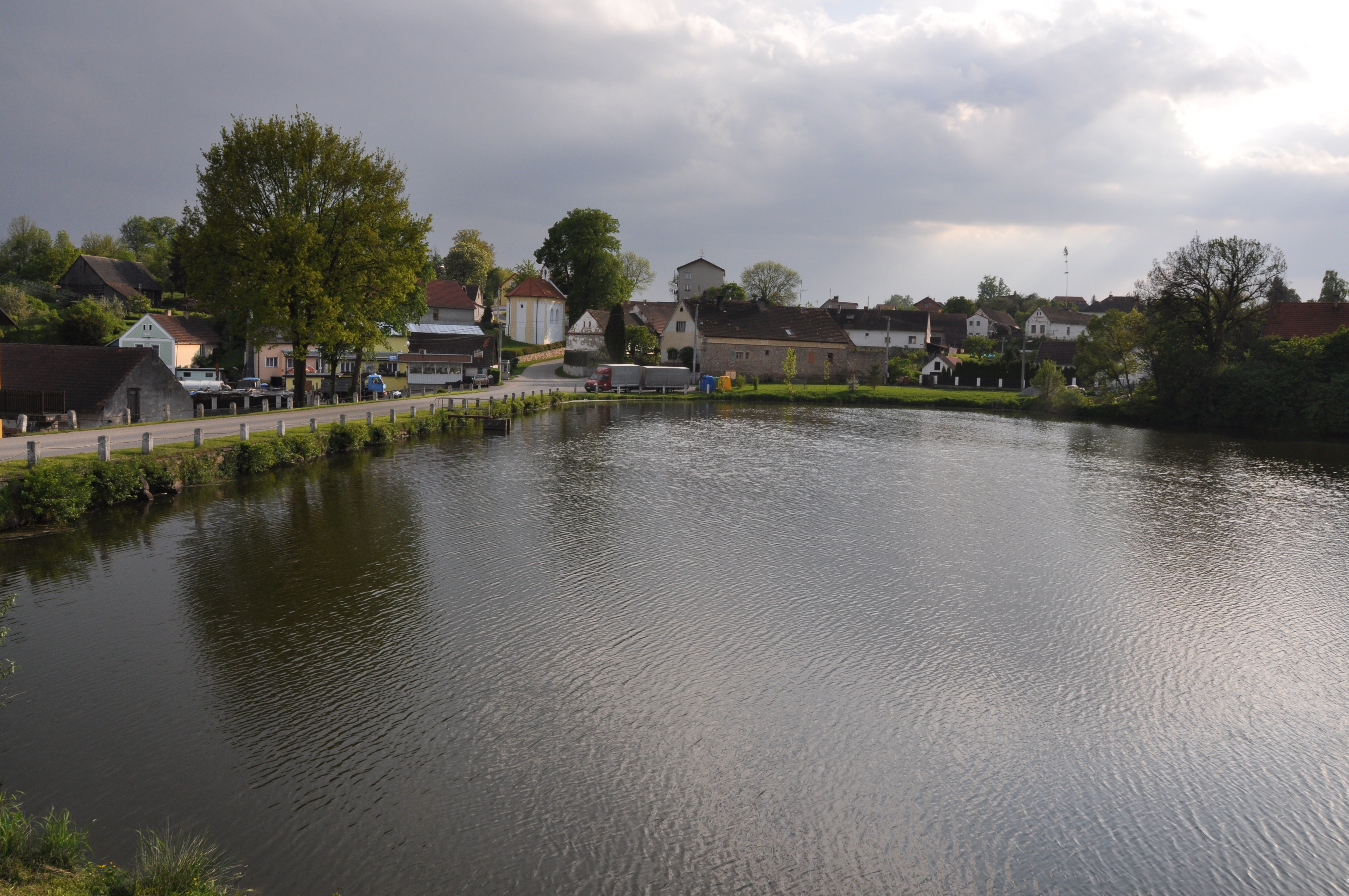
Teich

Die Gemeinde Jickovice besteht aus den Ortsteilen Jickovice (Jitzkowitz) und Varta (Warta) sowie den Einschichten Slabšice, Olšičky und Požáry.
Die frühere Ansiedlung U Lávičky wurde überflutet.

## Sehenswürdigkeiten
- Kapelle Mariä Himmelfahrt in Jickovice
- Haus 3, das früher zum Freihof gehörige Gebäude wird für das älteste in Jickovice gehalten. Nach Ansicht von Josef Kytka[3] geht es auf die mittelalterliche St.-Annen-Kapelle zurück, deren Reste in zwei Gewölben erhalten sein sollen. Das Eingangsportal zierten drei Kugeln in der Form menschlicher Köpfe. Die Fürsten von Schwarzenberg ließen das Haus nach dem Kauf den Freihof zum fürstlichen Jägerhaus umgestalten. 1948 wurde Karel Schwarzenberg enteignet. Bei einem grundlegenden Umbau wurde das Gebäude um 1980 verunstaltet. Dabei wurde dem Portal eine gedeckte Veranda vorgesetzt, die Fassade sämtlicher architektonischen Elemente beraubt und grob verputzt sowie in den Gewölben ein Heizungskeller eingebaut. In den 1990er Jahren wurde das ehemalige Jägerhaus an den Sohn des früheren Besitzers, Karel Schwarzenberg, restituiert, der es 2009 an eine Prager Familie verkaufte.
- Naturdenkmal Bachmač, Sumpfland im Quellgebiet eines kleinen Moldauzuflusses, nordwestlich von Jickovice.
- Naturdenkmal Sobědražský prales, Urwaldrelikt am Westhang des Chlum

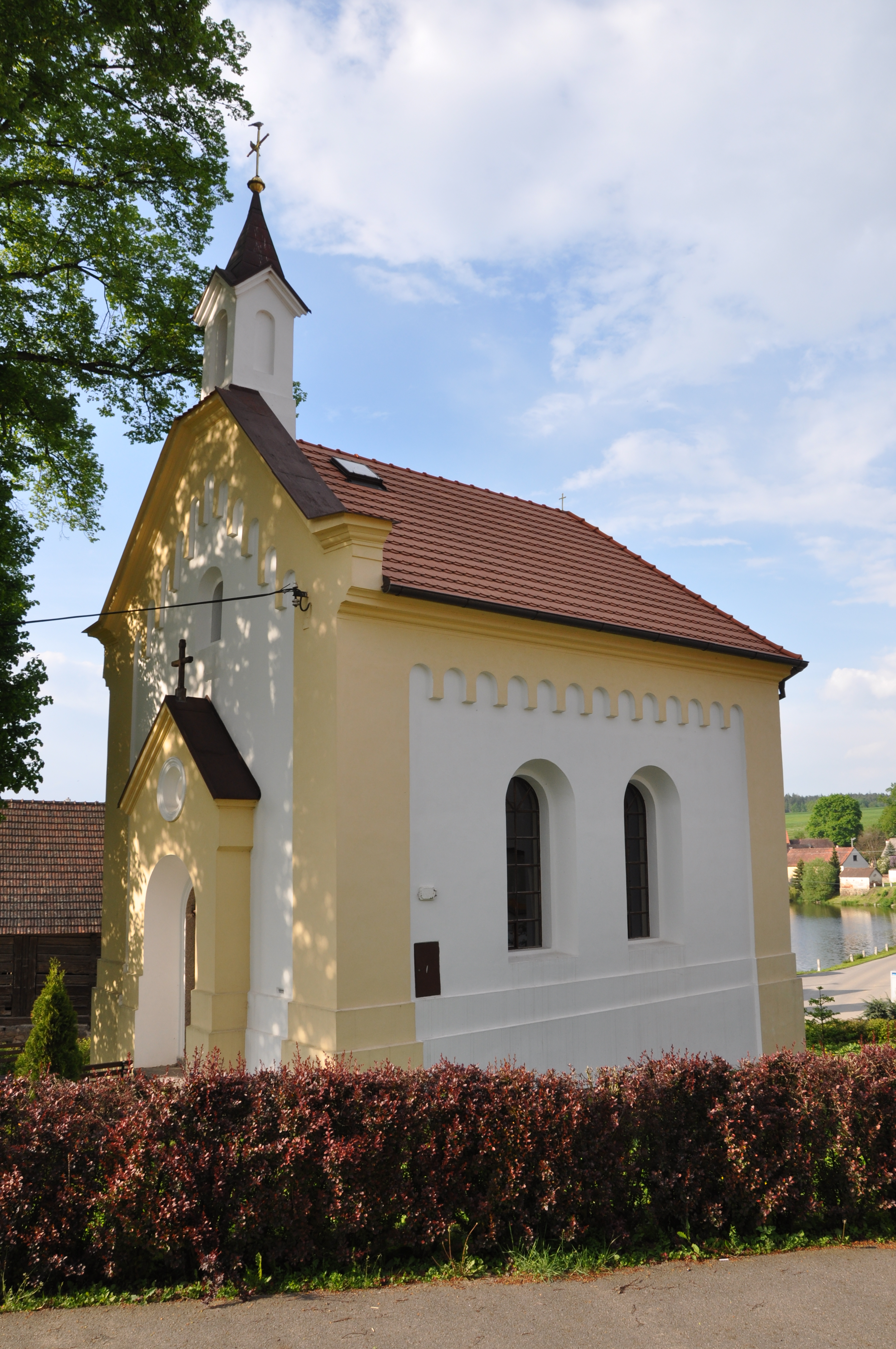
Kapelle Mariä Himmelfahrt
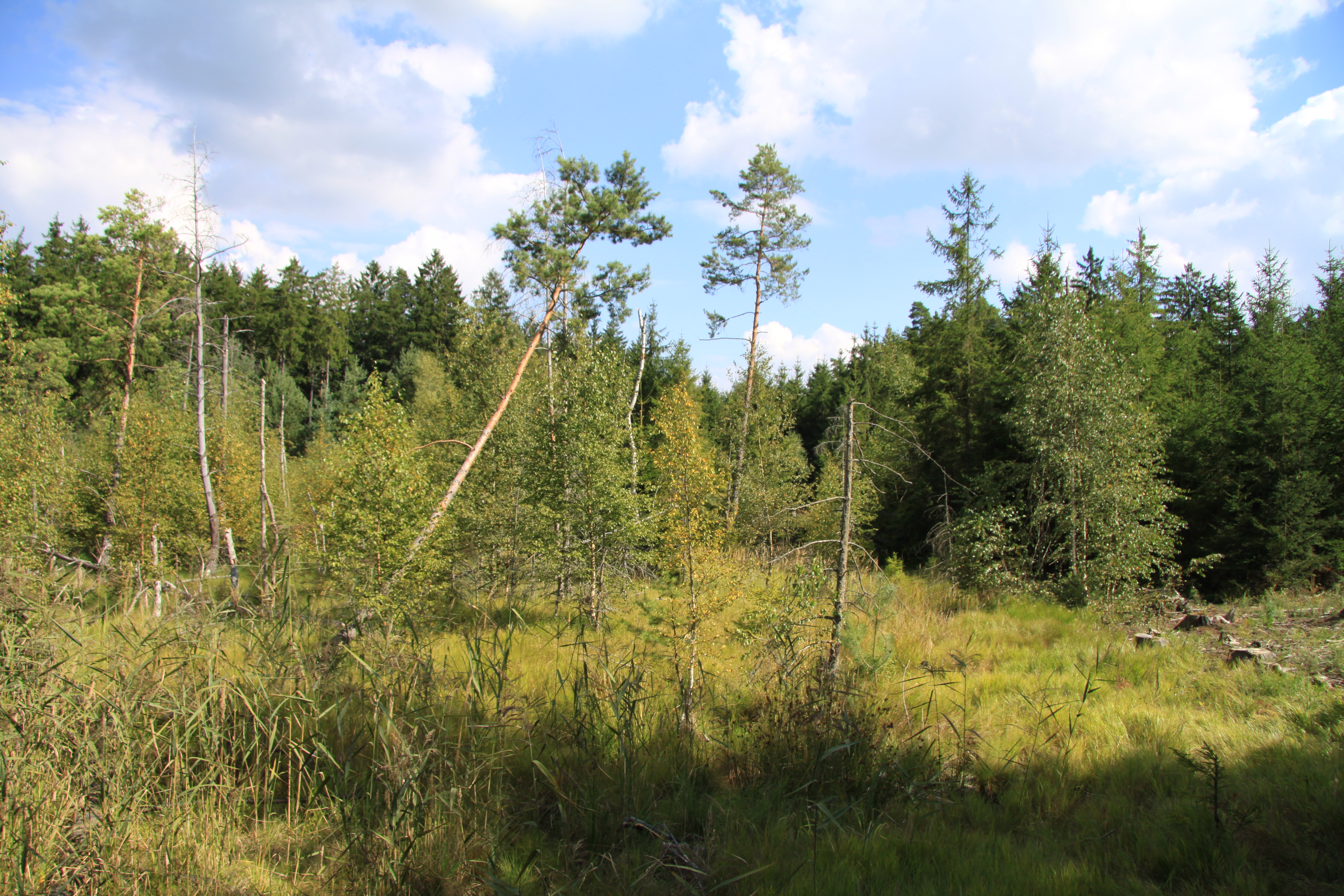
Naturdenkmal Bachmač